# Favara (barri de València)
El barri de Favara és un barri de la ciutat de València inclòs al districte de Patraix, al sud-oest de la ciutat.
L'any 2009 incloïa una població de 3.522 habitants. Té una aproximada forma triangular amb el carrer de Campos Crespo com a límit nord-oest que el separa del barri de Safranar, l'avinguda de Gaspar Aguilar com a límit est que el separa del barri de L'Hort de Senabre (districte de Jesús), i la ronda Sud de València com a límit al sud que el separa del barri del Camí Reial (districte de Jesús).

## Nom
Pren el nom de la històrica séquia de Favara que travessava l'oest del barri, concretament per l'actual carrer del Pintor Agrasot.

## Elements importants
El principal element del barri és l'hospital Doctor Peset, un dels quatre hospitals de referència a la ciutat. Altre element a destacar seria la polèmica subestació elèctrica d'Iberdrola entre els carrers de l'Actor Vicent Parra i de Ramon de Perellós, coneguda com a subestació de Patraix, que els veïns tracten durant anys que es trasllade a l'exterior de la ciutat, lluny dels habitatges.

## Transports
A l'extrem nord del barri es troba l'estació de Patraix de les línies 1 i 5 de MetroValencia, i a l'oest està l'estació de Safranar de les mateixes línies.
La línia 9 i N6 de l'EMT de València també dona servei al barri.